# أليسين كاي
أليسين كاي بالإنجليزية Allysin Kay (من مواليد 5 نوفمبر 1987) وهي مصارعة أمريكية محترفة، والتي أُشتهرت بكونها مصارعة مع اتحاد تحالف المصارعة الوطني (NWA)، وهي بطلة سابقة NWA العالمية للسيدات لمرة واحدة، وقد عملت أيضًا في إمباكت ريسلينغ تحت اسم الحلبة سيينا وحققت لقب TNA / Impact Knockouts مرتين وبطولة GFW للسيدات لمرة واحدة كما أنها صارعت في الحلبات المستقلة في الولايات المتحدة وكندا وغيرها.

## مهنة المصارعة المحترفة
بدء شغف كاي بالمصارعة منذ وقت طويل

### الدوائر المستقلة (منذ 2008 إلى الوقت الحاضر)
كأي محب للمصارعة المحترفة كاي عشقت المصارعة منذ طفولتها، انخرطت كاي لأول مرة في مجال المصارعة الحرة في يوليو 2008 عندما بدأت التدريب مع المصارع ماثيو بريست وبيل مارتل في اتحاد تحالف المصارعة ذوي الياقات الزرقاء (BCWA) في مسقط رأسها في مدينة ديترويت، بولاية ميشيغان الأمريكية. وبعد ستة أشهر، ظهرت لأول مرة في عروض المصارعة حيث صارعت كاي في نزال ضد شافون نوريل في 28 ديسمبر 2008 . وانخرطت كاي ونوريل في عداء طويل مع الأخيرة استمر لمعظم عام 2009، بما في ذلك مباراة تثبيت في أي مكان في عرضة «المواجهة الصيفية» الذي أقيم في أغسطس 2009. بدأت كاي في وقت لاحق التنافس ضد المصارعين الذكور مما جعل أسلوب مصارعتها أكثر قوة وخشونة. وفي نهاية عام 2010، تم الإعلان عن شغور بطولة BCWA الوطنية، ودخلت كاي في دوري لتحديد البطل الجديد. وصلت إلى الدور نصف النهائي، حيث خسرت أمام المنتصر في النهاية سكوتي بريمو. حتى إغلاق اتحاد BCWA في منتصف عام 2011، حاولت كاي بانتظام الفوز بالبطولة لكن دون جدوي.
حتى مارس 2010، عملت كاي بعقد حصري لصالح اتحاد BCWA. وصارعت أول مباراة لها في اتحاد آخر هي مواجهة جيفرسون سانت في اتحاد «ما وراء المصارعة».
في منتصف عام 2010، بدأت كاي في المصارعة لصالح شركة «بطولة المصارعة الحدث الرئيسي»، ظهرت لأول مرة في نزال ضد المصارعة جاسيكا هافوك، ودخل الثنائي في عداء امتد إلى عروض في إتحادات أخرى، بما في ذلك Cleveland All-Pro Wrestling. وانتهى العداء بينهن في نزال تثبيتين من أصل ثلاثة أي شيء مسموح قتال الشوارع، والتي فازت به هافوك. بعد العداء، شكلت كاي وهافوك فريقًا باسم فريق كن غيورًا.
قامت كاي بالظهور لأول مرة في اتحاد Shimmer Women Athletes في 27 أكتوبر 2012 في عرض SHIMMER Women Athletes Volume 49 حيث تمكنتمن هزيمة شازا ماكنزي وفيدا سكوت بالتعاون مع تايلور ميد. فقدت Made in Sin في المجلد 51 في أكتوبر 2012 إلى Regeneration X (Allison Danger و Leva Bates)، وفي المجلد 52 لفريق Kana و LuFisto . في المجلد 55 ، هزم كاي Thunderkitty في مباراة فردية. هزمت Made in Sin السيدة إيري (السيدة تشيف وكريستينا فون إيري) في المجلد 56 ، لكنها كانت في النهاية الخاسرة لمباراة الفريق المكونة من ست نساء في المجلد 57 .
ظهر Kay لأول مرة في Ring of Honor (ROH) في تسجيلات Ring of Honor Wrestling التلفزيونية في 3 نوفمبر 2012 في خسارة لـ MsChif.
تحت اسمها الدائري 'Sienna' ، أُعلن أنها ستظهر لأول مرة في عرض Lucha Libre AAA World Wide من خلال المشاركة في بطولة Lucha Libre World Cup للسيدات لعام 2016. كان كاي جزءًا من 'Team USA' إلى جانب المشجع ميليسا وسانتانا جاريت، حيث خسروا أمام فريق المكسيك (فابي أباتشي وماري أباتشي وليدي أباتشي).

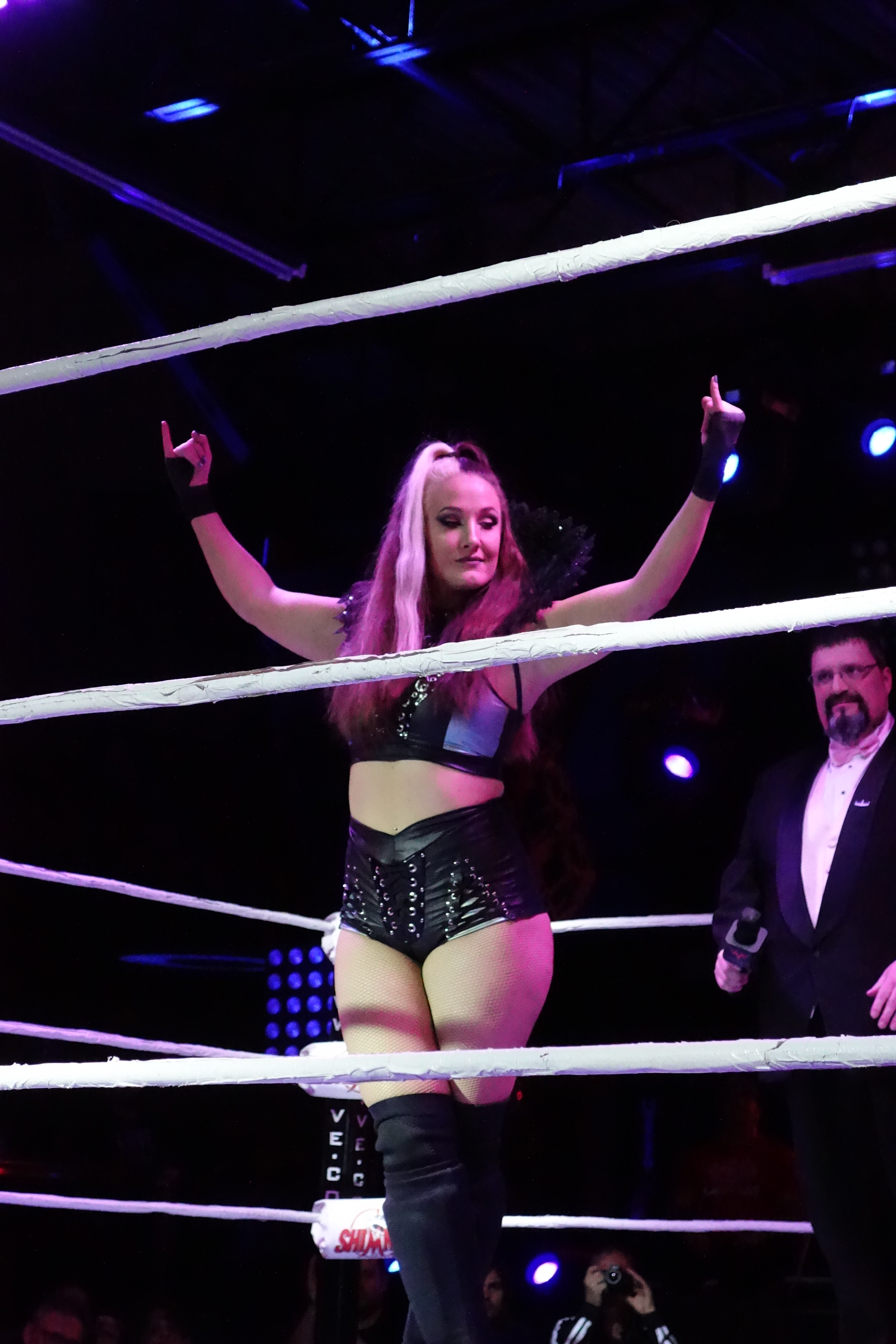
كاي تعمل على حدث لامع

### المصارعة الشديدة المطلقة (2010-2014)

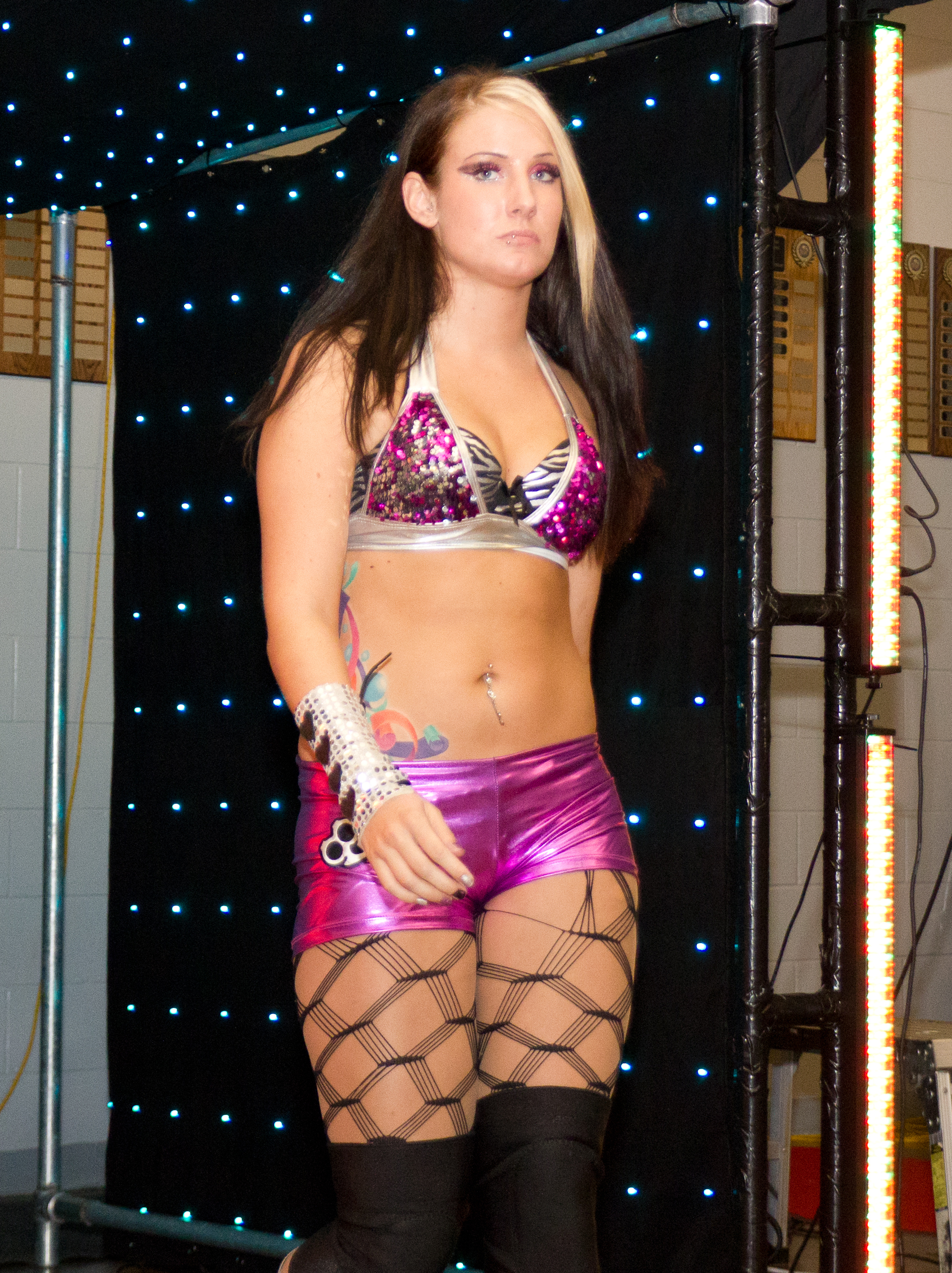
سيينا في عام 2011

ظهرت كاي لأول مرة في Absolute Intense Wrestling (AIW) في أبريل 2010، وخسرت أمام Jessicka Havok ، وفي الشهر التالي، خسرت أمام Angel Dust. في Girls Night Out 3 في يناير 2011، حصلت Kay على أول فوز لها في AIW ، حيث هزمت Roxie Cotton. في يونيو في Road to Absolution ، انضمت إلى إسطبل Flexor Industries. في Girls Night Out 4 ، هزمت ميكي نكلز. خسرت Kay أمام Mia Yim في Girls Night Out 5 ، في مباراة حيث كسر Yim أنف Kay بشكل شرعي بركلة.  في Girls Night Out 6 في 15 أبريل 2012، واجهت Kay Yim في بطولة AIW النسائية الشاغرة، والتي فازت بها كاي. أقيمت المباراة الثالثة من السلسلة بين الثنائي في Girls Night Out 7 ، حيث احتفظت Kay ببطولتها. واصلت كاي الدفاع عن بطولتها ضد جينيفر بليك، كريزي ماري دوبسون، وكي سي وارفيلد طوال عام 2012. في عام 2013، هزمت كاي ميكي نكلز للاحتفاظ بالبطولة في Girls Night Out 8 في مارس، ودافعت بنجاح عن البطولة ضد Veda Scott و MsChif في أكتوبر ونوفمبر على التوالي. في مارس 2014، احتفظت Kay بالبطولة ضد Leah Von Dutch في Girls Night Out 11 ، لكن خسرت البطولة أمام أثينا في Girls Night Out 12 في 29 مارس في حالة عدم أهلية، تقع في أي مباراة.

### النساء النجوم غير الخاضعة للرقابة

#### ميليشيا الغرب الأوسط (2011-2014)
في يناير 2011، ظهرت كاي لأول مرة من أجل Women Superstars Uncensored (WSU) في عرض الإنترنت للدفع مقابل المشاهدة في الفصل الأخير في خسارة لجاميليا كرافت.  عادت إلى WSU بعد شهرين، وخسرت أمام كريستين أستارا في عرض الذكرى الرابعة . في عرض الدفع لكل مشاهدة على الإنترنت في Uncensored Rumble في يونيو، كان كاي في النهاية الخاسرة لمباراة فريق مكونة من ثمانية أشخاص، وتنافس أيضًا في مباراة الدمدمة في وقت لاحق من تلك الليلة. في أغسطس، حصلت كاي على أول فوز لها في WSU عندما انتصرت في مباراة رباعية ضد مارتي بيل وتينا سان أنطونيو ونيا. انضم كاي بعد ذلك إلى جيسيكا هافوك وساسي ستيفي، مما أدى إلى إنشاء مستقر جديد يعرف باسم ميليشيا الغرب الأوسط. تنافس Kay في مباريات فريق tag مع أعضاء آخرين من The Midwest Militia خلال الأشهر القليلة المقبلة، بما في ذلك الفوز في مباراة WarGames ضد فريق WSU (مرسيدس مارتينيز، أليسيا، وبريتني سافاج) في Breaking Barriers II على الإنترنت الدفع لكل عرض في نوفمبر. في 3 مارس 2012، فاز Kay و Stephie ببطولة WSU Tag Team بفوزه على Soul Sisters (Jana و Latasha). دافعوا بنجاح عن البطولة ضد فرق أليسيا وبريتني سافاج و Soul Sisters في أبريل.
كجزء من تبادل المواهب، بدأت ميليشيا الغرب الأوسط في التنافس على الترويج الكندي NCW Femmes Fatales (NCWFF) في عام 2012. في العرض التاسع لـ NCWFF في يوليو 2012، هزمت ميليشيا الغرب الأوسط كورتني راش، وزاندرا بيل، وكات باور في مباراة فريق من ست نساء. في عرض King and Queen of the Ring في WSU ، احتفظوا بالبطولة ضد Marti Belle وLexxus . في 8 فبراير 2014، خسر كاي وستيفي بطولة WSU Tag Team إلى Kimber Lee و Annie Social ، عندما هاجم Havok ، الذي كان يحل محل كاي، ستيفي أثناء المباراة. في 13 سبتمبر، تحدى كاي LuFisto لبطولة WSU دون جدوى.

### Shine Wrestling (2012 إلى الوقت الحاضر)
انضم كاي إلى Shine Wrestling في عام 2012. ظهرت لأول مرة في العرض الافتتاحي، وشكلت فريق علامة مع تايلور مايد، وهزم الثنائي تريسي تايلور وسو يونغ. أُضيف أبريل هانتر لاحقًا إلى التحالف، حيث أطلق الثلاثي على أنفسهم صنعوا في الخطيئة. في Shine 7 ، هزمت Made in Sin تايلور ويونغ وميا ييم في مباراة فرق من ست نساء. مع إضافة Rain وIvelisse Vélez ، أصبح الإسطبل معروفًا باسم Valkyrie. في Shine 8 ، هزمت Valkyrie Amazing Kong وAngelina Love و Christina Von Eerie و Yim في مباراة فرق من ثماني نساء. في Shine 10 في مايو 2013، هزم كاي نيكي روكس في مباراة تأهيلية لبطولة Shine Championship . عندما تدخلت كاي في مباراة الحدث الرئيسية بين الحليف Rain و Love ، تم تعليقها من قبل Lexie Fyfe لمدة 90 يومًا وإخراجها من البطولة. عاد كاي في تلميع 13 في 27 سبتمبر انظم مع Ivelisse لهزيمة جيسيكا هافوك وهونغ، بعد قصد clotheslining وقت طويل حليف هافوك. في العرض التالي، هاجم كاي Havok ، مما أدى إلى مباراة فردية في Shine 15 ، والتي انتهت بلا منافسة. بعد انتهاء مباراتهم التالية في عد مزدوج، واجه كاي وهافوك في معركة شوارع مدينة يبور في أبريل 2014، والتي انتهت بلا منافسة عندما صدمت سيارة هافوك كجزء من القصة. وبلغ التنافس بين كاي وهافوك ذروته في آخر مباراة دائمة في شاين 20 ، والتي فازت بها كاي. في Shine 30 في 2 أكتوبر 2015، هزم Kay Saraya Knight في أي مباراة.
في Shine 53، في 8 سبتمبر 2018، هزم Kay مرسيدس مارتينيز في نهائي البطولة للفوز ببطولة Shine الشاغرة. خلال فترة حكمها، تمكنت كاي من الاحتفاظ بلقبها ضد العديد من المنافسين مثل Ivelisse و LuFisto و Yung. في WWN Supershow Mercury Rising 2019، خسرت Kay بطولتها أمام Miyu Yamashita في لقب مقابل لقب حيث دافعت Yamashita عن بطولة Tokyo Princess of Princess أيضًا. في 6 مايو، فازت كاي بالبطولة للمرة الثانية، بعد أن هزمت ياماشيتا في طوكيو جوشي برو.

### اليابان وأوروبا (2013، 2014)
في 7 يوليو 2013، بدأت Kay جولتها الأولى في اليابان مع عرض World Woman Pro-Wrestling Diana ، وخسرت أمام Keiko Aono في مباراة فردية في Kawasaki . في 4 أغسطس، تحدى Kay و Crazy Mary دون جدوى Aono وYumiko Hotta في بطولة WWWD World Tag Team Championship.
في 28 سبتمبر 2014، ظهرت كاي لأول مرة في أوروبا مع الشركة البريطانية Bellatrix Female Warriors ، المملوكة لشركة Sweet Saraya ، في محاولة خاسرة أمام بيلاتريكس بطل العالم، ليبرتي.

### إجمالي المصارعة بدون توقف / المصارعة المؤثرة

#### فرقة The Lady Squad (2016-2017)

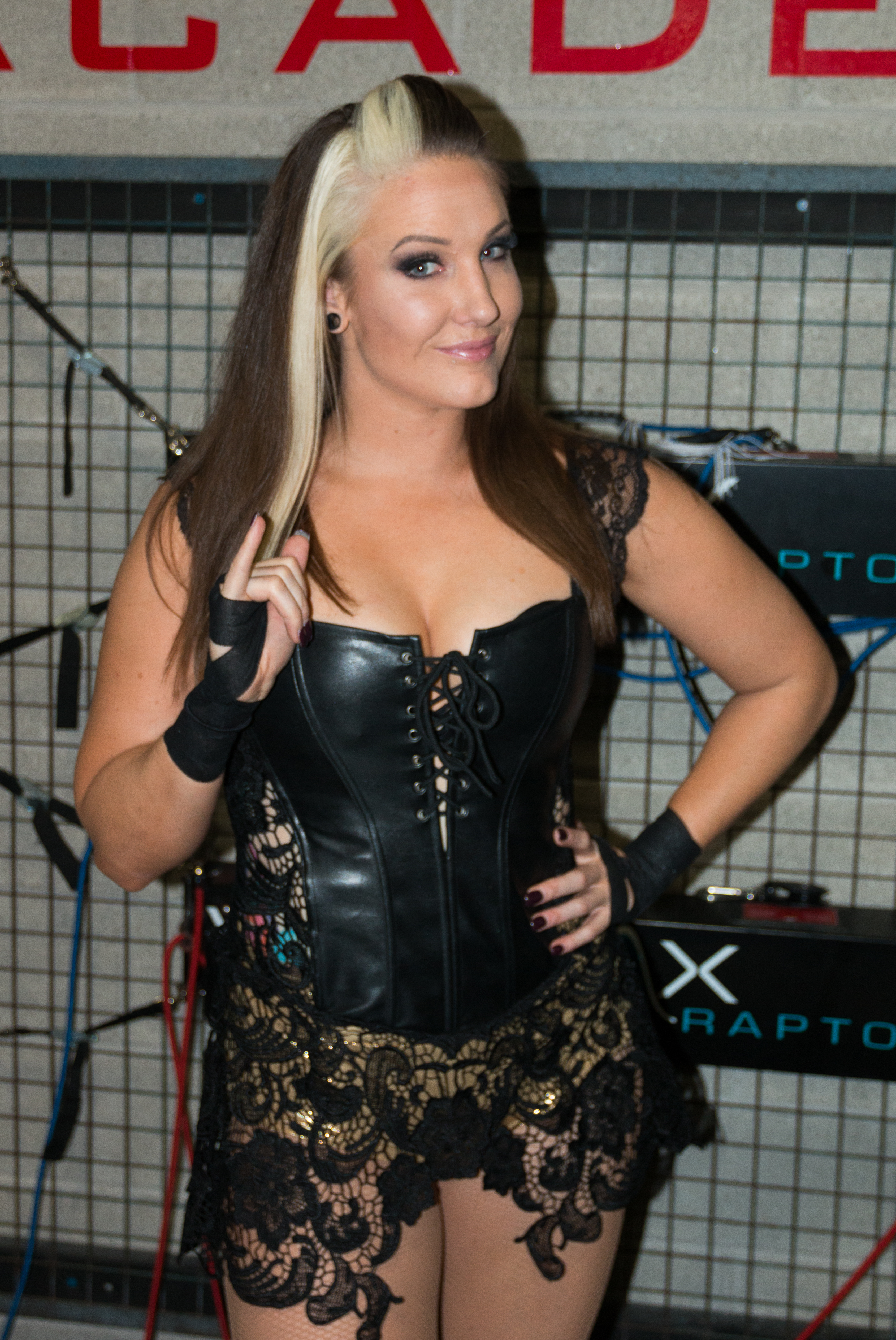
سيينا في أغسطس 2016

في 21 أبريل 2016، تم الإبلاغ عن توقيع كاي مع Total Nonstop Action Wrestling (TNA). ظهرت لأول مرة في الترويج، في نفس اليوم، خلال تسجيلات مايو لمصارعة التأثير ، تعمل تحت اسم الحلبة سيينا ، من خلال مهاجمة جايد. ثم انخرطت في عداء مع كل من Gail Kim و Jade من خلال الانضمام إلى تحالف مع Maria وAllie ، لتثبت نفسها كشرير. في 24 أبريل من تسجيلات Impact Wrestling ، هزمت Sienna ماديسون راين لتصبح المنافس الأول وتواجه Jade في بطولة TNA Knockouts Championship في Slammiversary   في حلقة 17 مايو من Impact Wrestling ، هزمت Sienna Velvet Sky مع وظيفة Sky على المحك. ثم خسرت أمام جيل كيم، بعد المباراة، اعتدت سيينا وماريا على كيم. في 31 مايو من حلقة Impact Wrestling ، هُزمت Sienna و Allie من قبل Kim and Jade في مباراة فرق مشتركة. في Slammiversary ، استحوذت سيينا على بطولة TNA Knockouts وهزيمة Jade و Gail Kim بعد عودة مارتي بيل وهاجم Jade. في 25 أغسطس 2016 في Turning Point ، خسرت سيينا بطولة TNA Knockouts ضد Allie في مباراة خماسية، شارك فيها أيضًا Madison Rayne و Marti Bell و Jade .  تتماشى مع ماريا ولوريل فان نيس، وكثيراً ما هاجمت جيل كيم. 

#### بطل خروج المغلوب والمغادرة (2017-2018)
في 6 يناير 2017، في حدث One Night Only: Live! ، تحدت سيينا روزماري دون جدوى في بطولة TNA Knockouts  في الأسبوع التالي في Impact Wrestling ، تم إنهاء The Lady Squad بعد إطلاق سراح حليفها السابق ماريا من Impact Wrestling. في 21 أبريل 2017، هزمت كريستينا فون إيري للفوز ببطولة GFW للسيدات، مما يجعلها أول امرأة تحمل بطولة Impact Wrestling Knockouts Championship وبطولة GFW للسيدات. في Slammiversary ، هزمت GFW Women's Champion Impact Knockouts Champion Rosemary لتوحيد الألقاب، ودخلت عهدها الثاني بصفتها بطلة GFW Knockouts الجديدة. في الوجهة X ، احتفظت سيينا ببطولتها في خروج المغلوب ضد جيل كيم بسبب تدخل من عودة تارين تيريل. بعد ذلك، في Bound For Glory ، خسرت Sienna بطولة Knockouts أمام Gail Kim ، في مباراة شارك فيها Allie أيضًا.
في 22 مارس 2018 حلقة Impact Wrestling ، تحدت سيينا Allie من أجل بطولة Knockouts دون جدوى. في يوليو 2018، تم نقل ملف تعريف Sienna على صفحة القائمة في موقع Impact Wrestling إلى قسم Alumni ، لتأكيد مغادرتها.

### دبليو دبليو إي (2018)
تم الإعلان في 3 أغسطس 2018 أن كاي ستتنافس في بطولة Mae Young Classic السنوية الثانية. هُزمت في الجولة الأولى من قبل منافستها السابقة ميا ييم.

### التحالف الوطني للمصارعة (2019-2020)
كان من المقرر أن تتحدى كاي موسيقى الجاز في بطولة NWA العالمية للسيدات في 27 أبريل 2019، في كأس كروكيت. ومع ذلك، أخلت جاز بطولتها لأسباب طبية وشخصية. في كأس كروكيت، هزم كاي سانتانا جاريت للفوز بالبطولة الشاغرة. في 12 مايو، حصلت كاي على أول دفاع ناجح في البطولة ضد مارتي بيل على ROH . طوال فترة حملتها للبطولة، استمرت كاي في صد المتنافسين على اللقب مثل هيذر مونرو،  كيسي كارلايل،  ODB  وراين.
في NWA Hard Times في 24 يناير 2020، خسر كاي البطولة أمام Thunder Rosa . في 29 سبتمبر، خاضت كاي أول مباراة لها منذ 8 أشهر حيث كانت في فترة توقف بسبب قيود COVID-19 ، وهزمت نيكول سافوي على UWN Primetime Live . في 3 نوفمبر، أعلنت كاي مغادرتها NWA.

### كل مصارعة النخبة (2020-2021)
في 7 نوفمبر 2020، ظهرت كاي لأول مرة في عروض اتحاد آول إليت ريسلينغ (AEW) خلال العرض الإفتتاحي لعرض 2020 Full Gear حيث تحدت سيرينا ديب في نزال علي بطولة NWA العالمية للسيدات، لكنها لم تنجح. في 1 يناير 2021. خسرت كاي أمام ثاندر روزا

## البطولات والإنجازات
- المصارعة الشديدة المطلقة
  - بطولة AIW للسيدات (مرة واحدة) [61]
- تحالف المصارعة الوطني
  - بطولة NWA العالمية للسيدات (مرة واحدة) [62]
- مصارعة المحترفين المصور
  - المرتبة رقم 8 من أفضل 50 مصارعة في PWI Female 50 في عام 2017 [63]
- تألق المصارعة
  - بطولة تألق (2 مرات) [64]
  - بطولة Shine Championship (2018)
- إجمالي المصارعة بدون توقف / المصارعة المؤثرة
  - بطولة GFW للسيدات (1 مرة)
  - بطولة TNA / Impact Knockouts (مرتين)
- النساء النجوم غير الخاضعة للرقابة
  - بطولة WSU للفرق الثنائية (مرة واحدة) - مع Sassy Stephie [65]

## سجللوتشاس دي أبويستاس
| الفائز (الرهان)        | خاسر (رهان)          | موقع             | حدث        | تاريخ          | ملاحظات |
| ---------------------- | -------------------- | ---------------- | ---------- | -------------- | ------- |
| مرسيدس مارتينيز (مهنة) | أليسين كاي (العنوان) | ليفونيا، ميشيغان | 63- الجراح | 13 ديسمبر 2019 | [ 66 ]  |

## روابط خارجية
- ملف تعريف قاعدة بيانات المصارعة على الإنترنت
- تألق الملف الشخصي المصارعة